# Дмитровка (Лебединский район)
Дмитровка (укр. Дмитрівка) — село,
Гринцевский сельский совет,
Лебединский район,
Сумская область,
Украина.
Код КОАТУУ — 5922983203. Население по переписи 2001 года составляло 198 человек .

## Географическое положение
Село Дмитровка находится между реками Ольшанка и Сула (5 км).
По селу протекает пересыхающий ручей с запрудой.
Рядом проходит автомобильная дорога Н-07.